# Rétribution des âmes
La rétribution des âmes, la rétribution après la mort, est, en religion, la récompense ou la punition qu'il advient au défunt, après sa vie, dans l'Au-delà.
Platon, le premier sans doute en Occident, lie la notion de rétribution des âmes à celle de transmigration des âmes.
Il existe plusieurs formes : le Jugement dernier, la loi du karma..., peut-être la justice immanente.

## Quelques conceptions

### Les Egyptiens
Les Égyptiens admettent un Jugement de l'âme. La "pesée de l'âme" ou psychostasie fait partie de l'ensemble des rites accomplis durant le "Jugement des morts". Sur un plateau de la balance est déposé le cœur du postulant, symbole de sa conscience ; sur l'autre, la plume de Mâat évoque la sublime légèreté de la Règle qui ne tolère pourtant aucun manquement grave.

### Les Grecs
Platon avance, le premier en Occident, la théorie de la rétribution des âmes, dans le cadre de la métempsycose. Il dit ceci dans le Phédon (63c) : "J'ai bon espoir que, pour les morts, quelque chose existe, et, comme cela se dit du reste depuis longtemps, quelque chose qui est bien meilleur pour les bons que pour les mauvais". Platon avance que "cela se dit depuis longtemps", mais pas vraiment : Homère ne croit pas à des sanctions post mortem, les Mystères d'Éleusis admettent que les profanes vont dans un Bourbier et que les initiés entrent dans la félicité des Îles des Bienheureux sans idée de sanction, l'orphisme suppose une réincarnation ou une palingénésie qui tient plus d'un accord que d'une règle, Pythagore affirme la métempsycose sans pour autant affirmer qu'il y a récompense ou châtiment.

### Les Juifs
Chez les Juifs, la doctrine des récompenses et des peines post mortem, liée à la doctrine de l'immortalité de l'âme et de la Vie éternelle (Olam Haba), n'apparaît que tard, dans un livre, écrit au Ier siècle av. J.-C. à Alexandrie, qui ne fait pas partie de la Bible juive : Sagesse, 3-5 dont tient compte l'exégèse.
« Les âmes des justes, elles, sont dans la main de Dieu et nul tourment ne les atteindra... leur espérance est pleine d'immortalité... Mais, pour avoir négligé le juste et abandonné le Seigneur, les impies recevront le châtiment dû à leurs pensées... »[réf. souhaitée]
Le Pirkei Avot indique : « Ribbi Yaâcob dit : Ce monde-ci ressemble à un vestibule devant le monde futur ; prends tes dispositions dans le vestibule pour être en mesure d’accéder au palais ! ». Cet enseignement résume que toutes les vertus de bien et de droiture, de morale et d’intégrité qui s’imposent à tout être humain dans ce monde, toutes les Lois de la Torah prescrites au Peuple juif, et toutes les Lois noahides à l’adresse de tous les peuples de la Terre, constituent les moyens dévoilés et applicables dans ce Monde-ci (Olam Hazé) afin d’accéder à la Vie éternelle de l’Au-delà (Olam Haba).

### Les chrétiens
Selon le Nouveau Testament écrit à partir du Ier siècle, sur le trône de Dieu, juge suprême, s'assiéra, dans toute sa gloire, "le Fils de l'homme", c'est-à-dire le Christ, le Verbe incarné, celui à qui le Père "a remis tout jugement" (Mathieu, XXV, 31). Tous les morts comme tous les vivants seront appelés "selon leurs œuvres" et leur foi, à une "résurrection de vie" ou à une "résurrection de damnation" (Jean, V, 28).

### Les hindous
En Inde, pour l'hindouisme, c'est la théorie du karma. Il y a trois karma :
1. L'âgami-karma (karma futur) est le karma du futur, il se forme à partir des actions et des intentions du présent et se réalise dans l'avenir selon la loi de la causalité.
2. Le prârabdha-karma (karma commencé) est le karma qui se réalise dans le présent.
3. Le sanchita-karma est constitué dans le passé mais n'a pas encore été suivi d'effet.

Selon swâmi Dayânanda Sarasvatî : "en punition des péchés physiques, un homme renaîtra sous forme végétale ; pour les péchés de la parole, il prendra la forme d'un oiseau ou d'un quadrupède ; et, pour les péchés de la pensée, il vivra dans les conditions humaines les plus basses"

### Les mystiques contemporains iraniens
Hâj Ne'matollâh Mokri Jeyhûn-Âbâdi (1874-1920), dans son œuvre poétique principale intitulée Le livre des rois de la Vérité, relate le voyage de l’âme jusqu’au trône divin et sa propre expérience mystique d’illumination/révélation (tajjali). Il rapporte que les âmes, une fois délivrées du corps (à la suite de la mort physique), rejoignent le monde spirituel et qu’elles y sont jugées après un épisode de pesée des actions (à la manière de l'Egypte antique). Il décrit de manière rationnelle le processus de rétribution (et l’effet thérapeutique de la peine) ainsi que les procédures qui président à l’exercice de la justice mais également de la grâce divines.
Le point de vue de Bahram Elahi, qui explicite cette trame générale à partir de la pensée de son père Ostad Elahi, est exposé dans son ouvrage La voie de la perfection. Il y développe la manière dont nos actes et nos pensées sont enregistrées ainsi que les conséquences et le produit de nos actes dans ce monde et dans l’autre.